# Mary Robinson
Mary Therese Winifred Robinson (irski: Máire Mhic Róibín); (21. svibnja 1944.) bila je prva žena na mjestu predsjednika Irske, na tom položaju služila je od 1990. do 1997. Od 1997. do 2002. radila je u Uredu visokog poslanika za ljudska prava u Ujedinjenim narodima. U početku je radila kao akademik i odvjetnica, te u Irskom parlamentu (1969. – 1989.). Porazila je kandidata Fianna Fáila Briana Lenihana i kandidata Fine Gaela Austina Curriea na predsjedničkim izborima 1990. Na izborima je bila nezavisni kandidat, a podržavali su je irski laburisti, radnička stranka i ostali nezavisni zastupnici. Prva je na položaju predsjednika Irske koju nije podržala najjača irska stranka Fianna Fáil.
Zaslužna je za to što je liberalizirala predsjednički ured. Na mjesto položaja predsjednika Irske dala je ostavku četiri mjeseca ranije kako bi mogla raditi u UN-u. Robinson je bila počasna predsjednica Oxfama od 2002., predsjednica je Međunarodnog instituta za okološ i razvoj i jedna od osnivača i predsjednik Vijeća ženskih svjetskih vođa. Robinson je također jedna od europskih članova Trilateralne komisije.
Bila je pripadnica mnogih odbora, uključujući i GAVI Alliance (do 2010.). Njezin najnoviji projekt je "Shvaćanje prava: Inicijativa etičke globalizacije"  Arhivirana inačica izvorne stranice od 8. svibnja 2016. (Wayback Machine), koji promiče pravednu trgovinu, dostojanstven rad, pravo na zdravlje i humaniju migracijsku politiku, radi na jačanju ženskog vodstva i potiče korporativne odgovornosti. Ravnateljica je na Sveučilištu u Dublinu. Od 2004. bila je i profesor prakse u školi međunarodnih odnosa na Sveučilištu Columbia, gdje je podučavala o ljudskim pravima. Robinson posjećuje i druga sveučilišta i koledže gdje drži predavanja o ljudskim pravima.